# ألبرت ميراليس
ألبرت ميراليس (بالإسبانية: Albert Miralles)‏ مواليد 14 مايو 1982، هو لاعب كرة سلة إسباني بدأ مسيرته الاحترافية في سنة 1999 يلعب في الدوري الألماني لكرة السلة ويحمل الرقم 10.

## فرق لعب لها
- جوفينتوت بادالونا
- بالاكانسترو كانتو
- فالنسيا باسكت
- سان سباستيان غيبوثكوا بي سي

## روابط خارجية
- ألبرت ميراليس على موقع الاتحاد الدولي لكرة السلة (الإنجليزية)
- ألبرت ميراليس على موقع الدوري الأوروبي لكرة السلة (الإنجليزية)
- ألبرت ميراليس على موقع سبورتس رفرنس (الإنجليزية)
- ألبرت ميراليس على موقع الدوري الإسباني لكرة السلة (الإسبانية)
- ألبرت ميراليس على موقع كرة السلة الأوروبية.كوم (الإنجليزية)
- ألبرت ميراليس على موقع ريلجم (الإنجليزية)
- ألبرت ميراليس على موقع بروبوليرز (الإنجليزية)
- ألبرت ميراليس على موقع سبورتس رفرنس (الإنجليزية)